# Filipa Ariosti
Filipa Ariosti, mais conhecida como Lippa (Bolonha, 1310 – Ferrara, 1347) foi uma nobre italiana. Ela foi senhora de Ferrara como a segunda esposa de Obizzo III d'Este.

## Família
Filipa era a filha de Iacopo Ariosti, um nobre de Bolonha. O nome de sua mãe é desconhecido.

## Biografia
Lippa conheceu Obizzo III d'Este, que, em 1317, casou-se Jacopa Pepoli, enquanto ele estava em Bolonha devido a conflitos com o Papa João XXII. Lippa, então, tornou-se sua amante. Após ter se reconciliado com o pontífice, em 1329, Obizzo pediu a Lippa que o seguisse até Ferrara.
Filipa provavelmente tinha duas residências em Ferrara, na rua delle Vecchie e na rua del Carbone, as quais ocupou em épocas diferentes.
Os dois tiveram onze filhos juntos, e, portanto, para legitimar as crianças nascidas dessa união extraconjugal, o marquês se casou com Lippa em 27 de novembro de 1347, em seu leito de morte; a primeira esposa dele já havia falecido. Todos os filhos foram legitimados por bula papal.
Uma placa comemorativa de bronze com a imagem de Lippa feita no século XIX, foi vendida em 2021 por £140.

## Descendência
- Beatriz (18 de setembro de 1332 – 1387), foi a segunda esposa de Valdemar I, Príncipe de Anhalt-Zerbst, mas não teve filhos;
- Alda (18 de julho de 1333 – 26 de setembro de 1381), foi esposa de Ludovico II Gonzaga, capitão de Mântua, com quem teve dois filhos: Isabel e Francisco I Gonzaga;
- Rinaldo (10 de outubro de 1334 – 20 de julho de 1348), não foi casado e nem teve filhos;
- Aldobrandino III d'Este (14 de setembro de 1335 – 2 de novembro de 1361), marquês Ferrara e Módena. Foi casado com Beatriz de Camino, com quem teve dois filhos: Verde e Obizzo IV d'Este;
- Alice (18 de março de 1337 – 12 de agosto de 1402), não se casou e nem teve filhos;
- Nicolau II d'Este (17 de maio de 1338 – 26 de março de 1388), sucessor do irmão Aldobrandino. Foi casado com Verde della Scala, com quem teve uma filha, Tadeia;
- Azzo (14 de março de 1340 – 18 de setembro de 1349);
- Folco (1342 – 1356);
- Constança (25 de julho de 1343 – 13 de fevereiro de 1391), foi a segunda esposa de Malatesta Ungaro, senhor de Rimini, mas não teve filhos;
- Hugo (18 de outubro de 1444 – 1 de agosto de 1370);
- Alberto V d'Este (27 de fevereiro de 1347 – 30 de julho de 1393), sucessor de Nicolau. Foi primeiro casado com Joana de Roberti, mas só teve um filho com sua amante, Nicolau III d'Este, que tornou-se sua segunda esposa, Isotta Albaresani.